# Verger obliquus
Verger obliquus är en nattsländeart som först beskrevs av Schmid 1955.  Verger obliquus ingår i släktet Verger och familjen husmasknattsländor. Inga underarter finns listade i Catalogue of Life.